# Čepigovo
Čepigovo (makedonska: Чепигово) är en ort i Nordmakedonien. Den ligger i kommunen Prilep, i den sydvästra delen av landet, 80 kilometer söder om huvudstaden Skopje. Čepigovo ligger 595 meter över havet och antalet invånare är 218.